# مايكل هندرسون (لاعب دوري الرغبي)
ميخائيل هندرسون (بالإنجليزية: Michael Henderson)‏ هو لاعب دوري الرغبي أسترالي، ولد في 14 يوليو 1984 في غريفيث في أستراليا.